# 中央大学経理研究所
中央大学経理研究所（ちゅうおうだいがくけいりけんきゅうじょ）は、1950年に中央大学内に設立された会社経理、税務、企業関係法規の理論と実務の研究機関である。中央大学経理研究所の開設当初は任意団体であり、駿河台図書館の地下集会所を利用して活動していた。1950年に中央大学の正式な付属機関となった。学内での通称は「経理研」。英語表記は"The Institute of Accounting Research"。
主に多摩キャンパス8号館（大教室棟）を中心に、学内の学生及び卒業者向けに日商簿記検定、公認会計士・監査審査会が行なう公認会計士試験などの資格取得講座を開講している。

## 概要

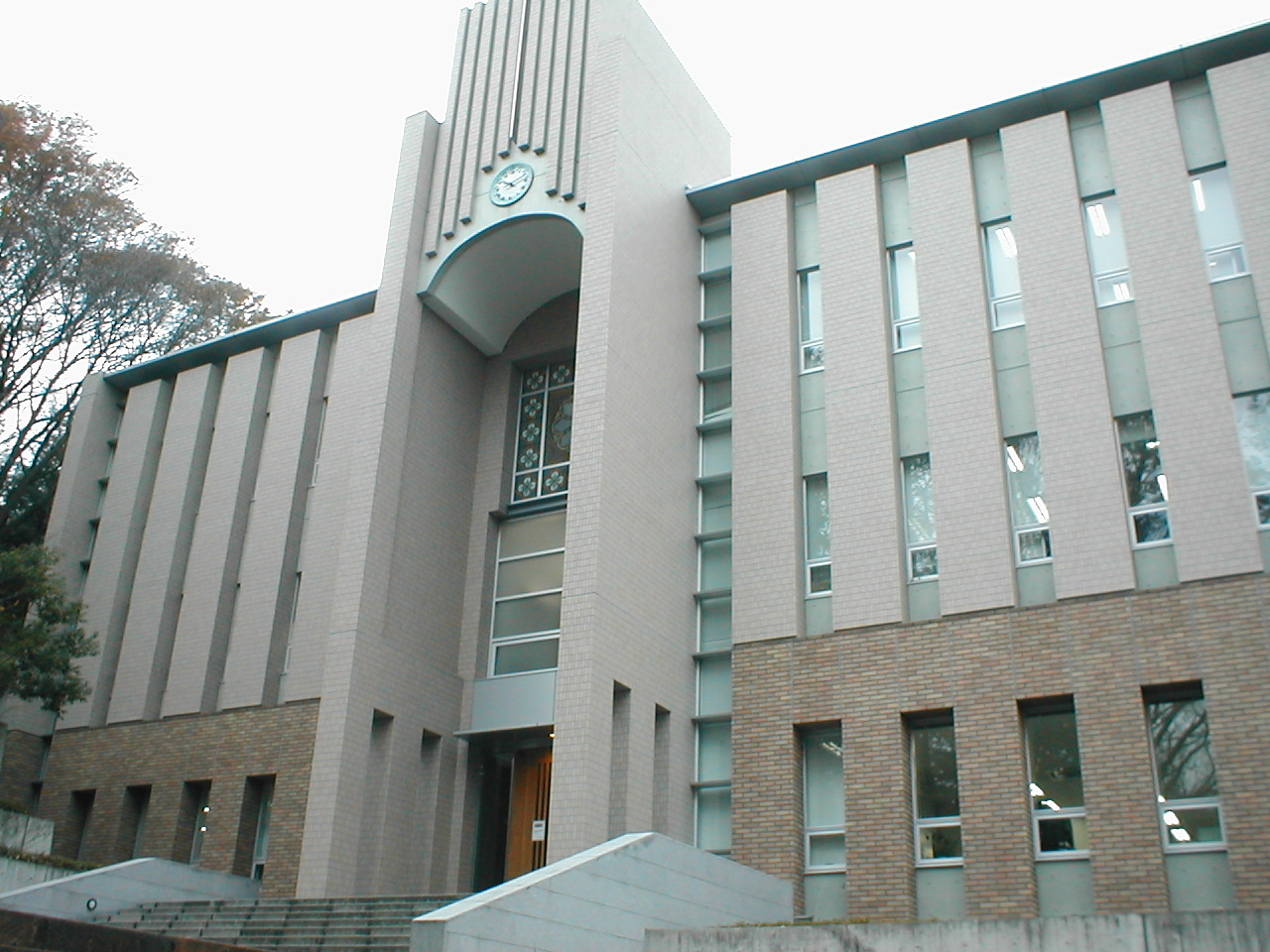
経理研究所事務室・学生研究室が入居する「炎の塔」の外観

経理研の受講生は商学部会計学科の学生が大勢であるが、どの学部・学科であっても受講できる。簿記講座は中央大学の学生以外でも受講できる。また中央大学駿河台記念館では、講師を招き、社会人向けに資格取得以外の講座も開設している。